# Борково-Велике (Західнопоморське воєводство)
Борково-Велике (пол. Borkowo Wielkie, нім. Groß Borckenhagen) — село в Польщі, у гміні Радово-Мале Лобезького повіту Західнопоморського воєводства.
Населення — 152 особи (2011).

## Демографія
Демографічна структура станом на 31 березня 2011 року:
|          | Загалом | Допрацездатний вік | Працездатний вік | Постпрацездатний вік |
| -------- | ------- | ------------------ | ---------------- | -------------------- |
| Чоловіки | 77      | 16                 | 48               | 13                   |
| Жінки    | 75      | 15                 | 40               | 20                   |
| Разом    | 152     | 31                 | 88               | 33                   |